# Juan Larrea (poeta)
Juan Larrea Celayeta (Bilbao, 13 de marzo de 1895-Córdoba, Argentina, 9 de julio de 1980) fue un poeta y ensayista español que desarrolló gran parte de su obra en el exilio, casi toda ella enmarcada en el ámbito de la poesía vanguardista. Max Aub lo definió como «el más puro exponente de los ismos en España».

## Biografía
Nacido en una familia acomodada de Bilbao, fue enviado a los cuatro años de edad a Madrid, a casa de una de sus abuelas; viviría allí tres años (1899-1902). De vuelta en Bilbao, inició sus estudios en las Escuelas Pías e hizo el bachillerato en Miranda de Ebro. Según unas fuentes, en 1911 empezó la carrera de Filosofía y Letras en la Universidad de Deusto, mientras que otras fuentes ubican a Larrea en la Universidad de Salamanca. 
Comenzó a trabajar como archivero y bibliotecario en el Archivo Histórico Nacional sito en Madrid, tras ganar unas oposiciones en 1921. Dejará dicho empleo en 1926, al mudarse a París, donde permuta el español como lengua de creación con el francés. Allí, junto a César Vallejo, funda la revista Favorables París Poema, en la que colaborarán Gerardo Diego, Tristan Tzara, Vicente Huidobro, Juan Gris... En 1929 Larrea contrae matrimonio con Marguerite Aubry, y la pareja reside en Perú durante un año (1930-31). Al regresar a París, el escritor abandona temporalmente la creación poética y se vuelca en escribir en prosa. 
En 1937 Juan Larrea formó parte (junto con Josep Renau, José Bergamín, Max Aub y otros) de la delegación que pidió a Pablo Picasso su participación en el Pabellón de España de la Exposición Internacional de ese año, a la que el malagueño aportó el Guernica y los grabados Sueño y mentira de Franco. En aquella época, Larrea trabajaba como agregrado de la Embajada Española en París y secretario de la Junta de Relaciones Culturales.
Tras la guerra civil española, Larrea se exilió en América, instalándose primero en México. Tras la ruptura de su relación con Marguerite, Larrea reside en Nueva York (1949-56), becado por la Fundación Guggenheim, y a partir de 1956 lo hará en Córdoba (Argentina), como profesor e investigador en la Universidad local; se jubila en 1978. 
En el continente americano Larrea desarrolló su obra ensayística con estudios básicos como los dedicados a César Vallejo, Vicente Huidobro, el surrealismo, el Guernica o Machu Picchu. Asimismo, en México, es considerado como uno de los valedores de la proyección internacional de los Cuadernos Americanos.
Aunque Gerardo Diego le otorgó un puesto destacado en su Antología, su condición de exiliado hizo de él un práctico desconocido en España. Sin embargo, el interés por el surrealismo y las vanguardias a finales de la década de 1960, trajo consigo a la publicación de la obra poética completa de Larrea (traducida en su mayor parte del francés), primero en Italia y luego en España, con el título de Versión celeste. Sí es cierto que varios estudiosos de su obra, como Vittorio Bodini, la relacionan con el surrealismo, y aún otros lo añaden a la creciente nómina de la Generación del 27. Pero el propio Larrea, dijo que la etiqueta que mejor le cuadraba era la de ultraísta, pues su trayectoria fue un intento constante de ir ultra (más allá) del entorno vital y social que le oprimía. Propuesta que quedaría suscrita en muchas de sus reflexiones como en la que escribe: «Por su propio peso la tristeza baja los grados de la escala social», o esa otra que asegura que «Lo imposible se vuelve, muy poco a poco, inevitable».
En julio de 1984 se abrieron en San Sebastián las "Primeras Jornadas Internacionales Juan Larrea". En 1990, la editorial Seix Barral publicó una selección a cargo de Pere Gimferrer de un diario poético que Larrea había escrito entre los años 1926 y 1934 bajo el título de Orbe (bifronte de Ebro).

## Obras

### Poesía
- Oscuro dominio (México, 1934)
- Versión celeste (1970)

### Ensayo
- Arte Peruano (1935)
- Rendición de Espíritu (1943)
- El Surrealismo entre Viejo y Nuevo mundo (1944)
- The Vision of the "GÜernica" (1947)
- La Religión del Lenguaje Español (1951)
- La Espada de la Paloma (1956)
- Razón de Ser (1956)
- César Vallejo o Hispanoamérica en la Cruz de su Razón (1958)
- Teleología de la cultura (1965)
- Del surrealismo a Machu Picchu (1967)
- Cambiando el somier (1973)
- Guernica (1977)
- Cara y cruz de la República (1980)
- Al amor de Vallejo (1980)
- Rubén Darío y la Nueva Cultura Americana (1987)
- Del surrealismo a Machipicchu (2019)

### Diario poético
- Orbe, (1990)

### Guion cinematográfico
- Ilegible, hijo de flauta fue en su origen una narración surrealista en la que Juan Larrea había estado trabajando entre 1927 y 1928, pero cuyo original se perdió durante la guerra civil española. Agustín Sánchez Vidal recogió en su edición de la Obra literaria de Luis Buñuel (1982) la versión que Larrea reconstruyó de memoria dos décadas después, y en la cual intervino el director aragonés en previsión de un rodaje futuro que no llegaría a realizarse. En 2007, el hispanista italiano Gabriele Morelli reeditó para Renacimiento ese texto junto con otras versiones, como el guion cinematográfico para Luis Buñuel, o la versión en inglés, destinada a productores norteamericanos.

## Coleccionista
Durante su estancia en Perú logró reunir en tan solo un par de meses una colección de piezas incas que es la más completa e interesante, artística y antropológicamente, de esta cultura que existe fuera del continente americano. Esta colección la donó en 1937 al Museo Arqueológico Nacional, del que posteriormente pasó al Museo de América.
También tuvo Larrea una colección epistolar, que incluía cartas de Federico García Lorca, Gerardo Diego, Vicente Huidobro e incluso una de Albert Einstein (que reprodujo en su libro Guernica de 1977); además de varias obras de arte. Poseyó una escultura móvil de Alexander Calder, cinco esculturas de bronce y un grabado al aguafuerte de Jacques Lipchitz y tres carpetas completas de los grabados Sueño y mentira de Franco de Pablo Picasso (sobre los que el propio Larrea contó que intervino en las gestiones para su edición en París). En mayo de 2002 la Diputación Foral de Vizcaya entabló negociaciones con herederos de Larrea para adquirir este fondo cultural, pero no se llegó a ningún acuerdo y finalmente el grueso de las obras de arte se subastó en Madrid entre marzo y julio de 2015.